# Jerome Kiesewetter
Jerome Julien Kiesewetter (Berlin, 1993. február 9. –) német-amerikai labdarúgó, a Tulsa játékosa, de jelenleg kölcsönben a Sacramento Republic csapatánál szerepel.